# ハリケーンズ (Xリーグ)
ハリケーンズ(Hurricanes)は、Xリーグに所属する社会人アメリカンフットボールのクラブチームである。旧名ルネサスハリケーンズ(Renesas Hurricanes)。スポンサーはルネサス テクノロジおよびサンディスク。練習グランドは東京都小平市。

## チーム来歴
- 1978年に日立製作所の実業団チーム「日立ハリケーンズ」として発足した。
- 2003年4月、日立製作所と三菱電機の半導体事業統合により「ルネサス テクノロジ」が設立され、チームも移管され「ルネサスハリケーンズ」となる。この年、X2リーグで全勝優勝するも入替戦で敗れ、昇格を逃す。
- 2004年、1部昇格を見据えて運営形態をクラブチームに移行する。X2セントラルを全勝で制し、入替戦でクラブハスキーズを41-33で下し、創部26年にして初のXリーグ昇格となった。
- 2008年3月、スポンサーに新たにサンディスクが加わることでチーム名を「ハリケーンズ」に改称すると発表した。
- 2010年12月、X-1・2入替戦にてX2優勝の相模原ライズ（現:ノジマ相模原ライズ）に57-0で敗退、2011年はX2でプレーすることとなった。
- 2012年12月、X-1・2入替戦にて富士ゼロックスミネルヴァAFCに20-13で勝利し、Xリーグ復帰。